# هارلي ويندسور
هارلي ويندسور (بالإنجليزية: Harley Windsor)‏ هو متزلج فني أسترالي، ولد في 22 أكتوبر 1996 في Penrith, New South Wales ‏ في أستراليا.

## وصلات خارجية
- هارلي ويندسور على موقع الاتحاد الدولي للتزلج (الإنجليزية)
- هارلي ويندسور على موقع الاتحاد الدولي للتزلج (الإنجليزية)
- هارلي ويندسور على موقع أوليمبيديا (الإنجليزية)
- هارلي ويندسور على موقع اللجنة الأولمبية الأسترالية (الإنجليزية)